# Stade Mohamed-Reggaz
Le stade Mohamed-Reggaz est un stade de football de 5 000 places situé dans la ville de Boufarik dans la wilaya de Blida et où évolue l'équipe de football du WA Boufarik. Il s'agit à l'origine d'un stade municipal doté d'une tribune de 600 places couvertes, inauguré le 27 septembre 1931 par le maire de la ville.
À l'indépendance de l'Algérie, le stade fut renommé « stade Mohamed-Reggaz », du nom d'un martyr de la ville exécuté par l'armée française devant le stade.

## Histoire
Durant trente ans, le stade accueillait les matchs de l'AS Boufarik, club de l'époque coloniale disparu en 1962 qui a remporté cinq fois le championnat de la Ligue d'Alger. C'est depuis l'antre du WA Boufarik, club de Ligue 2 ayant évolué une quinzaine d'années en Première Division.
Initialement en tuf comme la plupart des stades d'Algérie à l'époque coloniale, il a été doté d'une pelouse artificielle au milieu des années 1990. La pelouse actuelle de 5e génération a été installée en 2014. Il a une capacité de près de 5 000 places.

## Galerie

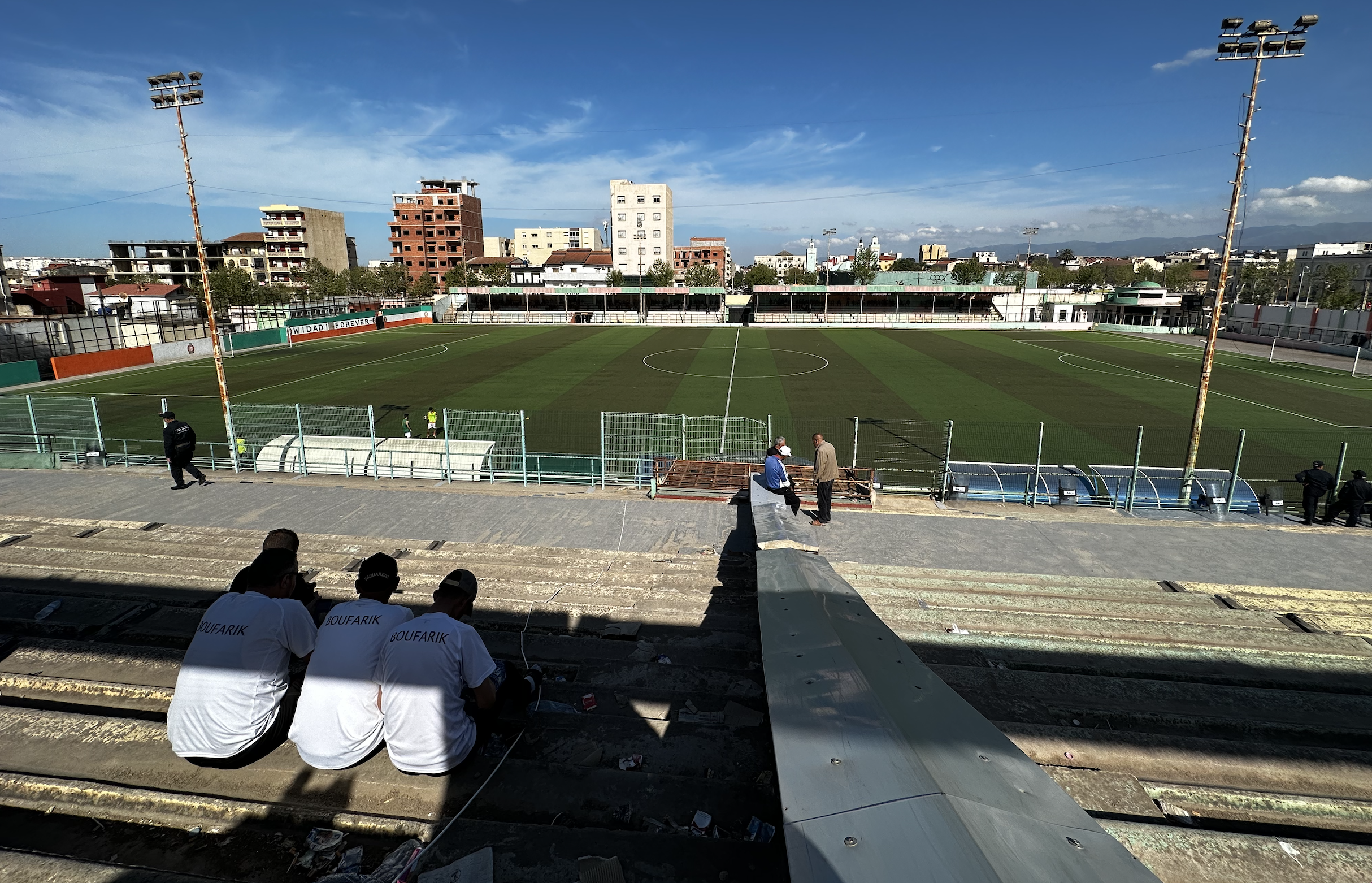
Vue sur le terrain et la tribune d'honneur.
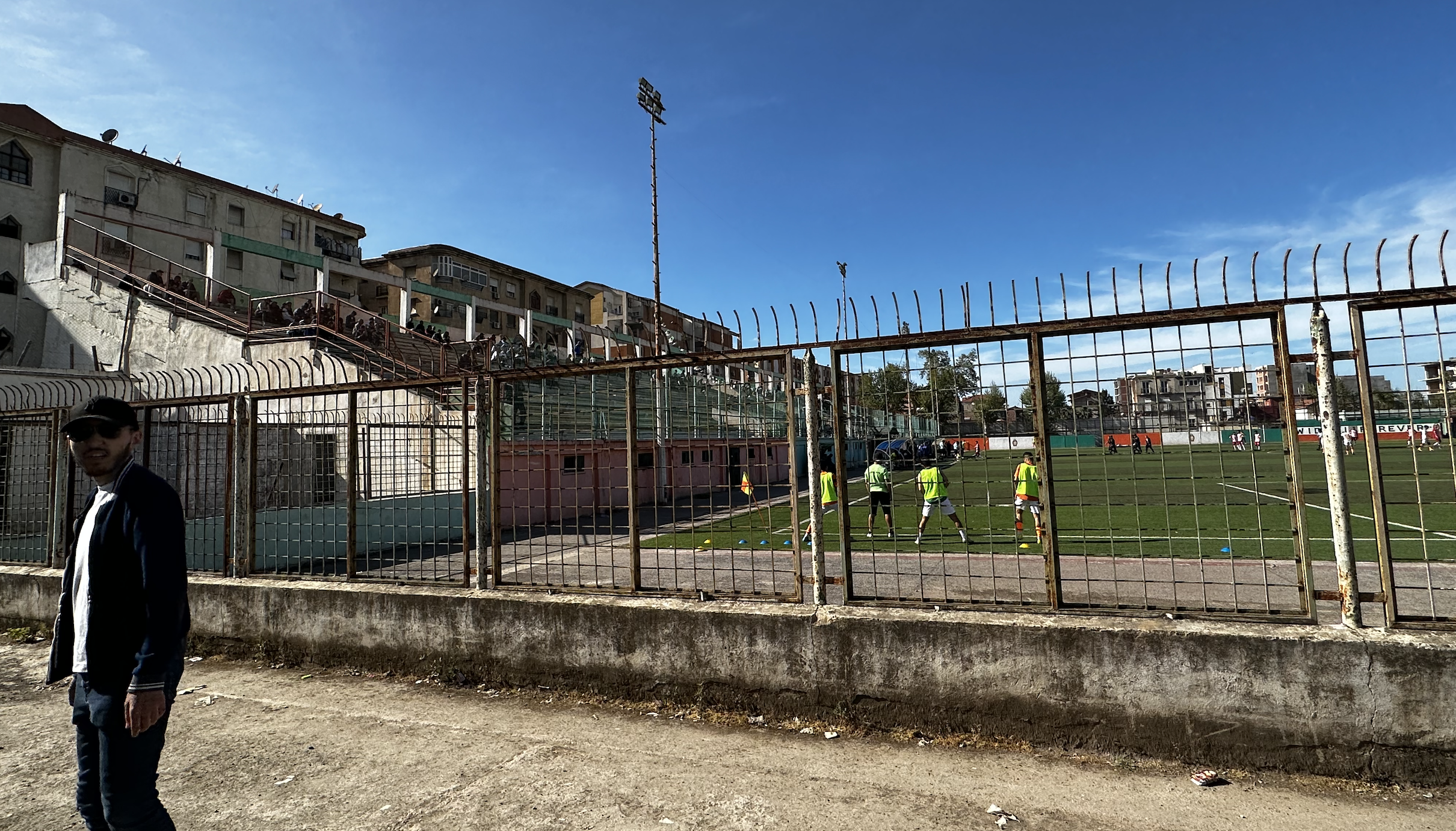
Vue de la grande tribune